# Matthew Fisher
Matthew Charles Fisher (* 7. března 1946) je anglický hudebník – hráč na klávesové nástroje. V letech 1967–1969 a 1991–2004 působil ve skupině Procol Harum; hrál na Hammondovy varhany v nejslavnější písni skupiny „A Whiter Shade of Pale“ a v roce 2004 si soudně vymohl spoluautorská práva písně. Poté, co v roce 1969 skupinu poprvé opustil, pracoval jako hudební producent a vydával také sólové desky. Produkoval například nahrávky Robina Trowera. Mezi jeho sólová alba patří Journey's End (1973), I'll Be There (1974), Matthew Fisher (1980) a Strange Days (1981).